# Marie Jahoda
Marie Jahoda, née le 26 janvier 1907 à Vienne et morte le 28 avril 2001 à Keymer, dans le Sussex de l'Ouest, est une psychologue sociale britannique d'origine autrichienne.

## Biographie
Marie Jahoda naît à Vienne dans une famille juive laïque de la classe moyenne supérieure dans un contexte politique marqué par la montée de l'antisémitisme. Elle est la fille de l'homme d'affaires Carl Jahoda et de Betty Probst, ses parents ont une sensibilité politique social-démocrate. Elle fait ses études au Realgymnasium de Vienne et à la Pädagogische Akademie de 1926 à 1928. En parallèle, elle étudie à l'institut de psychologie de l'université de Vienne de 1926 à 1931, avec Karl Bühler et Charlotte Bühler. Récemment créé, cet institut est composé de nombreux étudiants de tendance politique sociaux-démocrates. Elle obtient son diplôme d'enseignante en 1928, puis soutient une thèse de psychologie en 1932. Elle fait une psychanalyse en 1932-1933, avec Heinz Hartmann. Concernant son choix d'études, elle déclare « Ma décision d'étudier la psychologie était basée sur ma conviction très, très profonde que je serais un jour ministre de l'Éducation dans une Autriche socialiste. La psychologie m'a semblé être la meilleure préparation pour ce travail qui était le seul travail dans la vie que je voulais. ». 
En 1919, elle rencontre Paul Lazarsfeld dans un camp de jeunesse et l'épouse en 1927. Le couple a une fille, née en 1930. En 1931, Paul Lazarsfeld fonde un institut de recherche non universitaire, le "Wirtschaftspsychologische Forschungsstelle". En collaboration avec Paul Lazarsfeld et Hans Zeisel, Marie Jahoda mène une étude sur le chômage à Marienthal, une ville dans laquelle la fermeture de l'usine textile avait provoqué le licenciement des trois quarts de la population active. Cette enquête aboutira en 1933 à  l'ouvrage Les Chômeurs de Marienthal (Die Arbeitslosen von Marienthal), devenu une référence dans le domaine de  la sociologie du travail, du chômage et de la pauvreté mais également sur les méthodes d'expérimentation.  À partir de 1934, le mouvement social-démocrate autrichienne étant interdit, elle poursuit son engagement dans un parti ouvrier clandestin. Paul Lazarsfeld et Marie Jahoda divorcent en 1934. Paul Lazarsfeld émigre aux États-Unis tandis que Marie Jahoda prend la direction de l'institut. 
En 1936, l'institut est perquisitionné, et Marie Jahoda est arrêtée pour raisons politiques et emprisonnée pendant neuf mois. Grâce à l'intervention de plusieurs personnalités étrangères, notamment Léon Blum, elle est libérée en juillet 1937, à condition de quitter l'Autriche. Elle s'exile à Londres, étant déchue de sa nationalité. 
Après la Seconde Guerre mondiale, elle émigre aux États-Unis, où elle rejoint sa fille. Elle y enseigne de 1945 à 1958. À partir de 1958, elle retourne en Angleterre où elle épouse en secondes noces Austen Albu, député travailliste et ancien ministre des affaires économiques. Elle est professeure de psychologie sociale à l'université Brunel jusqu’en 1973.

## Prix et distinctions
- 1979 : Award for distinguished contributions to psychology in the public interest, Association américaine de psychologie[5]
- Prix honorifique de la British Psychological Society

## Décorations
- Commandeur d'argent de l'ordre du Mérite autrichien (1993)
- Commandeur de l'ordre de l'Empire britannique[1] (2004)

## Publications
- Paul Lazarsfeld, Marie Jahoda et Hans Zeisel (préf. Pierre Bourdieu), Die Arbeitslosen von Marienthal, éditions de Minuit, coll. « Documents », 1981 (1re éd. 1933), 144 p.  (ISBN 978-2-7073-0605-0 et 978-2-7073-0605-0).